# Лискуновка
Лискуновка — река в России, протекает в Валдайском и Демянском районах Новгородской области. Течёт сначала на юго-запад, затем поворачивает на юг, у деревни Екимовщина поворачивает на запад. Устье реки находится к северу от деревни Тесны в 7,7 км по левому берегу реки Горченка. Ширина реки у деревни Тесны — 6 метров, глубина — полметра. Длина реки составляет 13 км.
На берегу реки находится деревня Екимовщина Черноручейского сельского поселения.

## Данные водного реестра
По данным государственного водного реестра России относится к Балтийскому бассейновому округу, водохозяйственный участок реки — Ловать и Пола, речной подбассейн реки — Волхов. Относится к речному бассейну реки Нева (включая бассейны рек Онежского и Ладожского озера).
Код объекта в государственном водном реестре — 01040200312102000022202.